# Corrado Carosio
Corrado Carosio (Alessandria, 27 de diciembre de 1967) es un pianista y compositor italiano.

## Biografía
Se graduó en piano, con Mario Delli Ponti, en el Conservatorio Antonio Vivaldi de Alessandria, estudió también composición y música coral. Se especializó en cantos folclóricos al CPM (Centro Profesional Música) de Milán y fue director del coro de la Brigada Taurinense de los Alpinos. Dirigió la Orquesta Sinfónica Nacional de la RAI (Radiotelevisión italiana) durante las sesiones de grabación para las bandas sonoras de las series televisivas italianas "Non uccidere" y "Rocco Schiavone".
Al final de los años noventa, junto con Pierangelo Fornaro, dio vida a la asociación artística Bottega del suono (Bodega del Sonido), con el que compuso y realizó músicas originales para la televisión (No matarás, Rocco)  , el Cine (Mai + come prima, Buio)   y la Publicidad (BMW, Intesa Sanpaolo, Coca Cola, Rai Canone, Fiat, 12.40...).
Caracterizada por un enfoque de muchos estilos, la producción musical de Corrado Carosio empieza con las formas, los instrumentos y las voces de la tradición popular y se desarrolla a través del procesamiento y el tratamiento electrónico del sonido.
El 27 de diciembre de 2017, con otros portavoces italianos (del deporte, de la universidad, de la ciencia, de la arte y de la cultura, nacidos el 27 diciembre) participó al vídeo “Di sani principi”, realizado por el Senado de la República, para los 70 años de la Constitución italiana. 

## Filmografía

### Televisión
- 2006.- Colpi di sole, telecomedia, dirección de Mariano Lamberti.
- 2014.- Impazienti, miniserie, dirección de Celeste Laudisio.
- 2014.- Orange is the New Black, 1 episodio, dirección de Andrew McCarthy.
- 2015.. No matarás, serie de TV, dirección de Claudio Corbucci.
- 2016.- Rocco, dirección de Simone Spada.
- 2019.- Non ho niente da perdere, telefilme, dirección de Fabrizio Costa.
- 2019.- Oltre la soglia , dirección de Monica Vullo.
- 2021.- Digitare il codice segreto, telefilme, dirección de Fabrizio Costa.
- 2022.- Vostro onore, dirección de Alessandro Casale.
- 2022.- El rey, dirección de Giuseppe Gagliardi.
- 2022.- Una scomoda eredità, telefilme, dirección de Fabrizio Costa.

### Cine
- 2003.- Hannover, dirección de Ferdinando Vicentini Orgnani.
- 2005.- Mai + Come Prima, dirección de Giacomo Campiotti.
- 2010.- Il re dell'isola, cortometraje de animación, dirección de Raimondo Della Calce.
- 2012.- Tutti i rumori del mare, dirección de Federico Brugia.
- 2013.- Vudu Dolls, cortometraje de animación, dirección de Raimondo de la Calce.
- 2015.- Banana, dirección de Andrea Jublin.
- 2019.- Buio, dirección de Emanuela Rossi.
- 2022.- Il mammone, dirección de Giovanni Bognetti.

## Reconocimientos
- Premio Colonnesonore.net 2016 a la Mejor música para una serie televisiva italiana por Rocco Schiavone. [7]
- 48° Key Award cat. Sound Design por el anuncio de Cucine LUBE. [8]
- Premio miglior colonna sonora en el 17º Génova Film Festival por Vudu Dolls.[9] [10]
- Concorso di Composizione Angelo Francesco Lavagnino para músicas de películas 2003.[11]